# Causa a la limeña
La causa a la limeña, causa limeña o simplemente causa, es un entrante típico y muy extendido de la gastronomía del Perú, que tiene origen precolombino.

## Historia
En el antiguo Perú era preparada con papa amarilla, la cual tiene una textura suave, amasándola con ají triturado; aunque también se puede elaborar con cualquier otra variedad de papa.[cita requerida]
En la época del Virreinato, entre los siglos XVI y XIX, se le agregó el limón (originario de Asia), lo que devino en la forma actual tanto en su presentación como en los ingredientes utilizados.

### Etimología
Existen diversas hipótesis acerca del nombre de este plato. Por un lado se ha sugerido que proviene del quechua Kawsay, que significa "sustento necesario" y "alimento", o "lo que alimenta", como se le llamaba también a la papa.
Existe otras hipótesis sobre el nombre del platillo que lo vinculan a sucesos bélicos de la historia contemporánea del país andino. Aunque este plato netamente limeño ya existía desde el Virreinato, no tenía una denominación específica; fue con la llegada del libertador José de San Martín que para solventar los gastos de la campaña militar, en las esquinas de las calles limeñas se vendía este plato para apoyar a "la causa" de la independencia; es en este contexto en que el plato ganó el nombre de "causa". Por otro lado, existe la teoría que la causa fue un plato patriótico durante la Guerra del Pacífico que enfrentó al Perú con su vecino país del sur, Chile. En ese entonces, las vivanderas ayudaron a la causa vendiendo este plato frío.
Mientras que en Lima se denomina «causa» a este plato, en Trujillo se utiliza para nombrar a cualquier plato picante, aunque también se elabore la causa limeña en esta ciudad norteña y compita en fama con la de la capital. Según el tradicionalista Ricardo Palma:

Chiclayo para el arroz con pato; Trujillo para la causa, y Lima para los tamales.
Ricardo Palma

## Descripción
Este plato es tradicionalmente elaborado sobre la base de papa amarilla, limón, ají amarillo, huevo cocido y aceitunas negras, ingredientes a los que luego se les añadió palta para el relleno y la lechuga para la decoración. Esta preparación admite diversas variantes, como causa rellena de atún, de trucha, de pollo, de mariscos u otras variedades de carnes blancas. Se sirve con un ligero baño de mayonesa.
Además de papa amarilla, la masa de la causa puede ser elaborada con pallares verdes o yuca amarilla.